# Vaginalflatulens
Vaginalflatulens är fisljud från vagina. Det kallas också garrulitas vaginæ eller flatus vulvæ eller mer vardagligt fittfis eller musprutt. Dessa kan uppstå när en penis eller dildo förs in i slidan och det pressas med luft in, eller om det kommer in lite luft under cunnilingus (oralsex).
Det är denna luft som sedan pressas ut genom vaginaöppningen och ger upphov till det fisliknande ljudet. Det är dock inte en riktig fis, utan består av doftlös luft, och är helt naturligt. Skulle dock den vaginala flatulensen lukta illa bör man uppsöka läkare då det kan bero på ett sjukdomstillstånd.

## Blåsa luft i vaginan
Att blåsa in luft i vagina, till exempel i samband med oralsex, så att den inte kan komma ut, kan under speciella omständigheter vara farligt och ge upphov till luftemboli, en propp, för kvinnan eller ett foster. Detta kan ske om livmoderns blodkärl är skadade på grund av graviditet eller menstruation. Luft kan då leta sig in i blodomloppet och i värsta fall nå hjärnan.

## Alternativmedicin
Det finns även en alternativmedicinsk behandling som går ut på att pumpa in ozon i vaginan för att döda skadliga bakterier och motverka svampinfektioner. Förutom att ozon är väldigt oxiderande så kan denna metod i värsta fall även ge upphov till emboli.